# الدوري الأرمني الممتاز 1992
الدوري الأرمني الممتاز 1992 (بالأرمنية: Հայաստանի Բարձրագույն խումբ 1992)‏ هو الموسم 1 من  الدوري الأرمني الممتاز. أقيم خلال الفترة 9 أبريل 1992 وحتى 1 أغسطس 1992، والذي يشرف على تنظيمه اتحاد أرمينيا لكرة القدم، وكان عدد الأندية المشاركة فيه  24، وفاز فيه نادي شيراك.